# Voultegon
Voultegon foi uma comuna francesa na região administrativa da Nova Aquitânia, no departamento de Deux-Sèvres. Estendia-se por uma área de 17,41 km². Em 2010 a comuna tinha 558 habitantes (densidade: 32,1 hab./km²).
Em 1 de janeiro de 2013, passou a formar parte da nova comuna de Voulmentin.